# Tatort: Alleingang
Alleingang ist ein österreichischer Fernsehkrimi aus dem Jahr 1986. Das Drehbuch schrieb Ernst Hinterberger, Regie führte Werner Woess. Als sechste von 13 Folgen der Kriminalreihe Tatort wurde er vom ORF außerhalb der offiziellen Tatort-Reihe ohne die ARD produziert und in der Erstausstrahlung nur in Österreich gesendet.

## Handlung
Frau Földy, die Pächterin des Rotlichtlokals „Miranda“, findet ihre Angestellte Frau Zaremba und einen ihr unbekannten ungarischen Lastwagenfahrer erdrosselt in ihrem Lokal auf, ein Raubmord ist ausgeschlossen. Die Beamten wissen, dass Frau Földy als Strohfrau für die Wiener Rotlichtgröße Jellinek fungiert, kurz darauf taucht dieser am Tatort auf, er gibt sich ahnungslos und von den Toten in seinen Geschäften gestört, den Mann kenne er ebenfalls nicht. Unterdessen erhalten die Beamten einen Anruf, dass eine alte Witwe in unmittelbarer Nähe tot in ihrer Wohnung aufgefunden wurde. Sie wurde ebenfalls erdrosselt, etwa zur gleichen Zeit wie die beiden Toten im „Miranda“. Die Obduktion ergibt, dass alle drei vom selben Täter mit demselben Werkzeug aus blauer Seide erdrosselt worden sein müssen. Fichtl mutmaßt, dass die alte Frau den Täter gesehen haben muss. Hirth trifft sich mit Jellinek, der der Polizei seine Mitarbeit bei der Aufklärung anbietet, allerdings nichts Konkretes sagt. Hollocher sucht die Pension auf, in der der tote Ungar gewohnt hat, der Pensionsinhaber gibt an, dass der Gast um fünf Uhr morgens mit seinem LKW weggefahren ist, den Gast selbst hat er aber nicht dabei gesehen. Fichtl und Schulz mischen sich unterdessen unter die Gäste im „Miranda“, dort kann Fichtl Frau Földy unter Androhung, für ihre Abschiebung nach Ungarn zu sorgen, dazu bringen, mit ihm zu reden. Sie vertraut ihm an, dass Jellinek den toten Ungarn kannte, offenbar half dieser Jellinek dabei, Schnellfeuergewehre zu schmuggeln.
Hirth trifft sich daraufhin mit Winkelbauer von der Staatspolizei, der ihm Kontaktdaten von Leuten gibt, die nach Polizeierkenntnissen in Waffenschmuggel verwickelt sind. Unterdessen ermittelt Fichtl, dass Jellinek selbst als aktiver Täter nicht in Frage kommt. Der Antiquitätenhändler Schurli, einer der beiden Handlanger Jellineks, sagt gegenüber Hollocher aus, dass ein Außenstehender gerade versuche, in das illegale Waffengeschäft mit einzusteigen. Er gibt ihm eine Kontaktnummer, unter der er herausfindet, dass 600 israelische Schnellfeuergewehre in Hamburg angekommen sind, die dortigen Behörden haben keine Ahnung, wie diese dorthin kamen. Am Abend versucht das Team von Hirth in Zusammenarbeit mit dem Kollegen Winkelbauer, den Drahtzieher des Waffenschmuggels, hinter dem die Staatspolizei schon her ist, in eine Falle zu locken, allerdings scheitert der Versuch. Hirth und Hollocher vernehmen noch einmal Jellinek und konfrontieren diesen mit der Aussage der Zeugin, die sie anonym halten, doch Jellinek beteuert, mit Waffengeschäften nichts zu tun zu haben. Hollocher und Schulz finden am nächsten Tag den LKW, auf dem weitere Schnellfeuergewehre aus Israel geladen sind. Hirth kann mithilfe von Winkelbauer den Waffenhändler erneut in eine Falle locken, es ist Schurli, den Hollocher bereits vernommen hatte. Er sagt aus, dass Jellinek sein Hintermann sei.
In dem Moment kommt ein Anruf für Fichtl, dass ein Obdachloser zusammengeschlagen wurde und bei ihm aussagen möchte. Der Obdachlose hat die ermordete Witwe am Tatmorgen spazieren gehen sehen, diese hatte Schurli gesehen. Der Obdachlose hat beobachtet, wie Schurli die Frau ansprach und mit ihr in ihrer Wohnung verschwand, kurz darauf kam Schurli ohne seine blaue Krawatte, die er zuvor getragen hatte, aus der Wohnung wieder heraus. Wegen seiner Beobachtungen hatte Schurli ihn zusammengeschlagen, um ihn von einer Aussage bei der Polizei abzuhalten. Fichtl schließt sofort, dass die Krawatte das Mordwerkzeug gewesen sein muss. Jellinek streitet unterdessen weiterhin jedwede Verwicklung ab. Von den Aktivitäten eines Dritten zeigt er sich überrascht. Die Beamten nehmen Schurli seine Krawatte ab, um diese im Labor untersuchen zu lassen. Schurli gesteht daraufhin, dass er von den Waffengeschäften und erfahren habe, dass der ungarische LKW-Fahrer im „Miranda“ diese geladen habe. Daraufhin hat er sich „selbstständig“ machen wollen, und den LKW-Fahrer und die Angestellte umgebracht, um an die Waffen zu kommen. Auf dem Rückweg von dem Doppelmord war ihm die alte Frau mit ihrem Hund entgegengekommen, diese hatte ihn als Nachbarn erkannt, deshalb hat er auch sie umgebracht, nachdem er sich unter einem Vorwand Zutritt zu ihrer Wohnung verschafft hatte. Er gesteht auch, ein Handlanger Jellineks gewesen zu sein und deutet an, dass dieser der Drahtzieher der Waffengeschäfte sei. Aus Angst vor Jellinek widerruft er aber sofort seine Aussage und behauptet, dass dieser mit den Geschäften nichts zu tun gehabt habe. Jellinek muss daraufhin von Hirth und Fichtl laufen gelassen werden und verabschiedet sich triumphierend aus dem Polizeipräsidium, während Schurli wegen dreifachen Mordes inhaftiert wird.

## Produktion
Alleingang war der insgesamt achte Tatort-Fall um Oberinspektor Hirth. Die Folge Alleingang wurde niemals in Deutschland ausgestrahlt und zehn Jahre später auch nur einmalig im ORF wiederholt.